# Passant de la Tosca

El Passant de la Tosca, respecte del terme de Castellcir

El Passant de la Tosca és un passant, o gual, del terme municipal de Castellcir, a la comarca del Moianès. Pertany a l'enclavament de la Vall de Marfà.
Està situat a la part central de la Vall de Marfà, a sota i a llevant de la masia de Marfà i a prop i a ponent de la Tosca, al nord de les Feixes Roges.